# Coppa Intercontinentale 1962
La Coppa Intercontinentale 1962 è stata la terza edizione del trofeo riservato alle squadre vincitrici della Coppa dei Campioni e della Coppa Libertadores.

## Avvenimenti
Il Santos, guidato dalla propria linea d'attacco, dominò entrambe le sfide, trascinato da Pelé. In tutto, con le cinque reti di O Rei, il Santos vince per 8-4 la doppia sfida.
Particolarmente spettacolare la gara di ritorno, vinta dalla squadra brasiliana per 5-2 allo Stadio da Luz di Lisbona contro il Benfica, incontro considerato a lungo come uno dei più belli giocati fino ad allora.
Nel 2017, la FIFA ha equiparato i titoli della Coppa del mondo per club e della Coppa Intercontinentale, riconoscendo a posteriori anche i vincitori dell'Intercontinentale come detentori del titolo ufficiale di "campione del mondo FIFA", inizialmente attribuito soltanto ai vincitori della Coppa del mondo per club.

## Tabellino

### Andata
| Arbitro: | Cabrera |

| |            | |
| Pelé 31’ 85’ Coutinho 64’                                                                                  | Marcatori  | 58’ 87’ Santana |
| Gilmar P Lima D Mauro Ramos D Calvet D Dalmo Gaspar D Mengálvio C Zito C Dorval A Coutinho A Pelé A Pepe A | Formazioni | P José Rita D Ângelo D Humberto D Raúl Machado D Fernando Cruz C Cavém C Mário Coluna A José Augusto A Joaquim Santana A Eusébio A António Simões |
| Lula | Allenatori | Fernando Riera |

### Ritorno

Squadre del Santos e del Benfica alla Coppa Intercontinentale del 1962.

| Arbitro: | Pierre Schwinte |

| |            | |
| Eusébio 85’ Santana 89’ | Marcatori  | 15’ 25’ 64’ Pelé 48’ Coutinho 77’ Pepe                                                                 |
| Costa Pereira P Jacinto D Humberto D Raúl Machado D Fernando Cruz D Cavém C José Augusto C Santana A Eusébio A Mário Coluna A António Simões A | Formazioni | P Gilmar D Mauro Ramos D Dalmo Gaspar D Olavo D Calvet C Zito C Dorval A Lima A Coutinho A Pelé A Pepe |
| Fernando Riera | Allenatori | Lula                                                                                                   |